# Gubernatorzy generalni Nowej Zelandii
Gubernator generalny Nowej Zelandii (ang. Governor-General of New Zealand, maor. Te Kāwana Tianara o Aotearoa) – urząd polityczny istniejący w Nowej Zelandii i stanowiący formalnie, choć nie realnie, najwyższe stanowisko władzy wykonawczej tego kraju.
Urząd ten został ustanowiony w 1917 roku, dziesięć lat po uzyskaniu przez Nową Zelandię statusu dominium brytyjskiego, analogicznie do podobnych urzędów w innych dominiach. Zastąpił wcześniejszy urząd gubernatora Nowej Zelandii, mający bardziej kolonialną genezę i charakter. Zasadniczą rolą ustrojową gubernatora generalnego jest reprezentowanie i zastępowanie w obowiązkach w Nowej Zelandii monarchy, który, ze względu na unię personalną między Nową Zelandią a Wielką Brytanią, niemal zawsze przebywa poza terytorium tego państwa. W praktyce, zgodnie z zasadami modelu westminsterskiego, na którym opiera się nowozelandzki system polityczny, gubernator generalny jest w całości podporządkowany rządowi z premierem na czele i wszystkie swoje kompetencje ustrojowe wykonuje w ścisłym porozumieniu z rządem, o ile obowiązujące prawo nie upoważnia go do działania samodzielnego. Sama nominacja gubernatora jest formalnie osobistym aktem królewskim, lecz zgodnie ze zwyczajem konstytucyjnym brytyjski (i zarazem nowozelandzki) monarcha zawsze akceptuje kandydata przedstawionego przez premiera Nowej Zelandii.

## Lista gubernatorów generalnych Nowej Zelandii
| #   | Portret   | Imię i nazwisko                                | Objął urząd          | Opuścił urząd        | Suweren     |
| --- | --------- | ---------------------------------------------- | -------------------- | -------------------- | ----------- |
| 1   |           | Arthur Foljambe, 2. hrabia Liverpool           | 28 czerwca 1917      | 8 lipca 1920         | Jerzy V     |
| 2   |           | John Jellicoe, 1. hrabia Jellicoe              | 27 września 1920     | 12 grudnia 1924      | Jerzy V     |
| 3   |           | Charles Fergusson                              | 13 grudnia 1924      | 8 lutego 1930        | Jerzy V     |
| 4   |           | Charles Bathurst, 1. wicehrabia Bledisloe      | 19 marca 1930        | 15 marca 1935        | Jerzy V     |
| 5   |           | George Monckton-Arundell, 8. wicehrabia Galway | 12 kwietnia 1935     | 20 stycznia 1936     | Jerzy V     |
| (5) |           | George Monckton-Arundell, 8. wicehrabia Galway | 20 stycznia 1936     | 11 grudnia 1936      | Edward VIII |
| (5) |           | George Monckton-Arundell, 8. wicehrabia Galway | 11 grudnia 1936      | 3 lutego 1941        | Jerzy VI    |
| 6   |           | Cyril Newall                                   | 3 lutego 1941        | 19 kwietnia 1946     | Jerzy VI    |
| 7   |           | Bernard Cyril Freyberg, 1. baron Freyberg      | 17 czerwca 1946      | 6 lutego 1952        | Jerzy VI    |
| (7) |           | Bernard Cyril Freyberg, 1. baron Freyberg      | 6 lutego 1952        | 15 sierpnia 1952     | Elżbieta II |
| 8   |           | Charles Norrie                                 | 15 sierpnia 1952     | 5 lipca 1957         | Elżbieta II |
| 9   |           | Charles Lyttelton, 10. wicehrabia Cobham       | 5 września 1957      | 13 września 1962     | Elżbieta II |
| 10  |           | Bernard Fergusson                              | 9 listopada 1962     | 20 października 1967 | Elżbieta II |
| 11  |           | Arthur Porritt                                 | 1 grudnia 1967       | 7 września 1972      | Elżbieta II |
| 12  |           | Denis Blundell                                 | 27 września 1972     | 5 października 1977  | Elżbieta II |
| 13  |           | Keith Holyoake                                 | 26 października 1977 | 25 października 1980 | Elżbieta II |
| 14  |           | David Beattie                                  | 6 listopada 1980     | 10 listopada 1985    | Elżbieta II |
| 15  |           | Paul Reeves                                    | 20 listopada 1985    | 29 listopada 1990    | Elżbieta II |
| 16  |           | Catherine Tizard                               | 13 grudnia 1990      | 21 marca 1996        | Elżbieta II |
| 17  |           | Michael Hardie Boys                            | 21 marca 1996        | 21 marca 2001        | Elżbieta II |
| 18  |           | Silvia Cartwright                              | 4 kwietnia 2001      | 4 sierpnia 2006      | Elżbieta II |
| 19  |           | Anand Satyanand                                | 23 sierpnia 2006     | 23 sierpnia 2011     | Elżbieta II |
| 20  |           | Jerry Mateparae                                | 31 sierpnia 2011     | 31 sierpnia 2016     | Elżbieta II |
| 21  |           | Patsy Reddy                                    | 28 września 2016     | 28 września 2021     | Elżbieta II |
| 22  |           | Cindy Kiro                                     | 21 października 2021 | nadal                | Elżbieta II |
| 22  | Karol III | Cindy Kiro                                     | 21 października 2021 | nadal                |             |